# ميخائيل كريني
ميخائيل موسى كريني، (ولد عام (بالعبرية: מיכאיל קרייני‏) 1964) صاحب كرسي في كاتدرائية القانون الدولي على اسم بروس و. وين. وهو بروفيسور مثبّت في كلية الحقوق في الجامعة العبرية في القدس. في حزيران 2016 اختير كريني لوظيفة عميد كلية القانون وفي شهر تشرين أول من نفس السنة استلم وظيفتة بشكل رسمي.

## سيرة ذاتية
ميخائيل كريني ولد وترعرع في قرية كفرياسيف في الجليل الغربية، لعائلة عربية فلسطينية، مسيحية أورثذكسية، والده الدكتور موسى كريني (1939-1997)، كان عضو هيئة دراسية في كلية التربية في جامعة حيفا. 
بدأ كريني تعليمه الأكاديمي في موضوعي الرياضيات والاقتصاد، لكنه سرعان ما تحول إلى القانون. وقد أنهى اللقب الأول في القانون من جامعة بار-إيلان (1990).عمل تدريبه في المحاماة في حيفا وانضم إلى نقابة المحامين سنة 1991. وحصل على اللقب الثاني في القانون عن طريق منحة تلقاها في جامعة جورج واشنطن (1992-1994). الوظيفة النهائية في الماجستير، والتي كانت بإرشاد رالف ستاينهرت، وقد بحثت في استثناء السياسة العامة لتنفيذ الاتفاقيات القضائية. في سنة 1996 بدأ دراسة الدكتوراة في الجامعة العبرية. سنة 1998 حصل على جازة أفضل مقال ينشره باحث صغير من مجلة «قانون» "משפטים". وحصل على جائزة القاضي شالوم قسان على جهوده الأكاديمية سنة 1995، وعلى جائزة أليس وألما بيرك (1997) وعلى جائزة يعكوف هرتسوغ (1999). عمل أطروحة الدكتوراه بإرشاد البروفيسور سيليا فسرشطاين فسبرغ في كلية الحقوق التابعة للجامعة العبرية وأنهاها سنة 2000. موضوع الأطروحة كان: «تأثير إجراء خيار التشريع على صلاحيات القضاء الدولي» تمت المصادقة على الأطروحة بعلامة «متفوق» وقد حصل كريني على جائزة برونفمان عنها. تم نشر الأطروحة في كتاب نشر سنة 2002 من دار النشر ساكر التابعة لكلية الحقوق في الجامعة العبرية. في السنوات 1997 و- 2000 مكث كباحث ضيف على معهد ماكس فلنك للقانون الدولي في هامبورغ، ألمانيا. 
سافر كريني إلى الولايات المتحدة للحصول على دكتوراه ثانية في جامعة بنسلفينيا، اثر حصوله على منحة مؤسسة فولبرايت ومؤسسة روتشيلد، تحت إشراف البروفيسور جفري هازرد. موضوع الماجستير كان: «عقيدة المنتدى الغير مناسب في العصر الحديث». أنهى كريني الدكتوراه سنة 2003 وصدرت سنة 2004.
سنة 2001 عيّن كريني محاضر في كلية الحقوق في الجامعة العبرية في القدس. سنة 2002 حاز على جائزة تسلتنر للباحث اليافع. في السنوات 2003-2006 حصل على منحة معوف. 

## كتب كتبها
- Conflicts in a Conflict: A Conflict of Laws Study on Israel and the Palestinian Territories (Oxford University Press, New York, 2014);

- Forum Non Conviniens in the Modern Age: A Comparative and Methodological Analysis of Anglo-American Law (Transnational Publishers, Ardsley, New York, 2004);